# Xã North Bend, Quận Starke, Indiana
Xã North Bend (tiếng Anh: North Bend Township) là một xã thuộc quận Starke, tiểu bang Indiana, Hoa Kỳ. Năm 2010, dân số của xã này là 1.394 người.